# Lars Løkken Østli
Lars Løkken Østli (* 21. November 1986 in Hamar) ist ein ehemaliger norwegischer Eishockeyspieler, der von 2005 bis 2019 – mit nur einer Spielzeit Unterbrechung – bei Storhamar Hockey in der GET-ligaen aktiv war und dabei über 600 Spiel in der höchsten norwegischen Spielklasse absolvierte.  

## Karriere
Lars Løkken Østli begann seine Karriere als Eishockeyspieler in seiner Heimatstadt bei den Storhamar Dragons, für deren Profimannschaft er von 2005 bis 2010 in der GET-ligaen, der höchsten norwegischen Spielklasse, aktiv war. In der Saison 2007/08 wurde er mit seiner Mannschaft Norwegischer Meister. Zur Saison 2010/11 wechselte der Verteidiger zum Luleå HF aus der schwedischen Elitserien. Für die Schweden erzielte er in 32 Spielen ein Tor, woraufhin er im Januar 2011 zunächst für den Rest der Spielzeit an seinen Heimatverein Storhamar Dragons ausgeliehen wurde. Zur Saison 2011/12 kehrte er schließlich ganz zu den Storhamar Dragons nach Norwegen zurück. 
Bis 2019 spielte er für seinen Heimatverein in der GET-ligaen und beendete im Juni 2019 seine Karriere mit 622 Liga-Spielen als Top-Fünf-Rekordspieler des Klubs.

### International
Für Norwegen nahm Lars Løkken Østli im Juniorenbereich an der U18-Junioren-Weltmeisterschaft 2004, der U20-Junioren-Weltmeisterschaft der Division I 2005 sowie der U20-Junioren-Weltmeisterschaft 2006 teil. Im Seniorenbereich stand er im Aufgebot seines Landes bei den Weltmeisterschaften 2010, 2011 und 2012.

## Erfolge und Auszeichnungen
- 2005 Aufstieg in die Top-Division bei der U18-Junioren-Weltmeisterschaft der Division I
- 2008 Norwegischer Meister mit den Storhamar Dragons
- 2015 Norwegischer Vizemeister mit Storhamar Hockey
- 2018 Norwegischer Meister mit Storhamar Hockey
- 2019 Norwegischer Vizemeister mit Storhamar Hockey

## Statistik
(Stand: Ende der Saison 2018/19)